# موشدوش
موشدوش (به مجاری:  Mosdós) یک منطقهٔ مسکونی در مجارستان است که در ناحیه کاپوشوار واقع شده‌است. موشدوش ۱۶٫۹۵ کیلومتر مربع مساحت و ۸۹۶ نفر جمعیت دارد.